# Église Saint-Pierre de Linsmeau
L'église Saint-Pierre est une église de style classique possédant une tour romane en tuffeau, située à Linsmeau, village de la commune belge d'Hélécine en Brabant wallon.

## Localisation
L'église se dresse au sud-est  du village, entre la chapelle Notre-Dame de la Colombe, qui occupe le centre d'une petite place arborée de forme triangulaire, et le château de Linsmeau, érigé le long des berges de la rivière qui traverse le village, la Petite Gette.

## Historique
La paroisse de Linsmeau existait déjà au XIIe siècle : elle dépendait alors de l'abbaye d'Heylissem (abbaye d'Hélécine) qui confiait à un de ses religieux le soin de la desservir. Le bénéfice ecclésiastique, don des anciens seigneurs, fut confirmé au monastère par l'évêque de Liège en 1199 et par le pape Honorius III en 1225. L'abbaye percevait les grandes dîmes, le curé les petites dîmes ainsi que la dîme des terres, des prés et des bois qui constituaient sa dotation.
La tour romane date du XIIe siècle et a subi quelques modifications dans le style ogival au XIVe ou  XVe siècle, tandis que le reste de l'église fut élevé en style classique aux frais de l'abbaye d'Heylissem de 1774 à 1776, ce dont témoigne le millésime gravé derrière les lambris de l'autel.

## Protection
L'église n'est pas classée mais est inscrite comme monument historique de la Région wallonne sous la référence 25118-INV-0001-02.

## Architecture

### Architecture extérieure

#### La tour romane

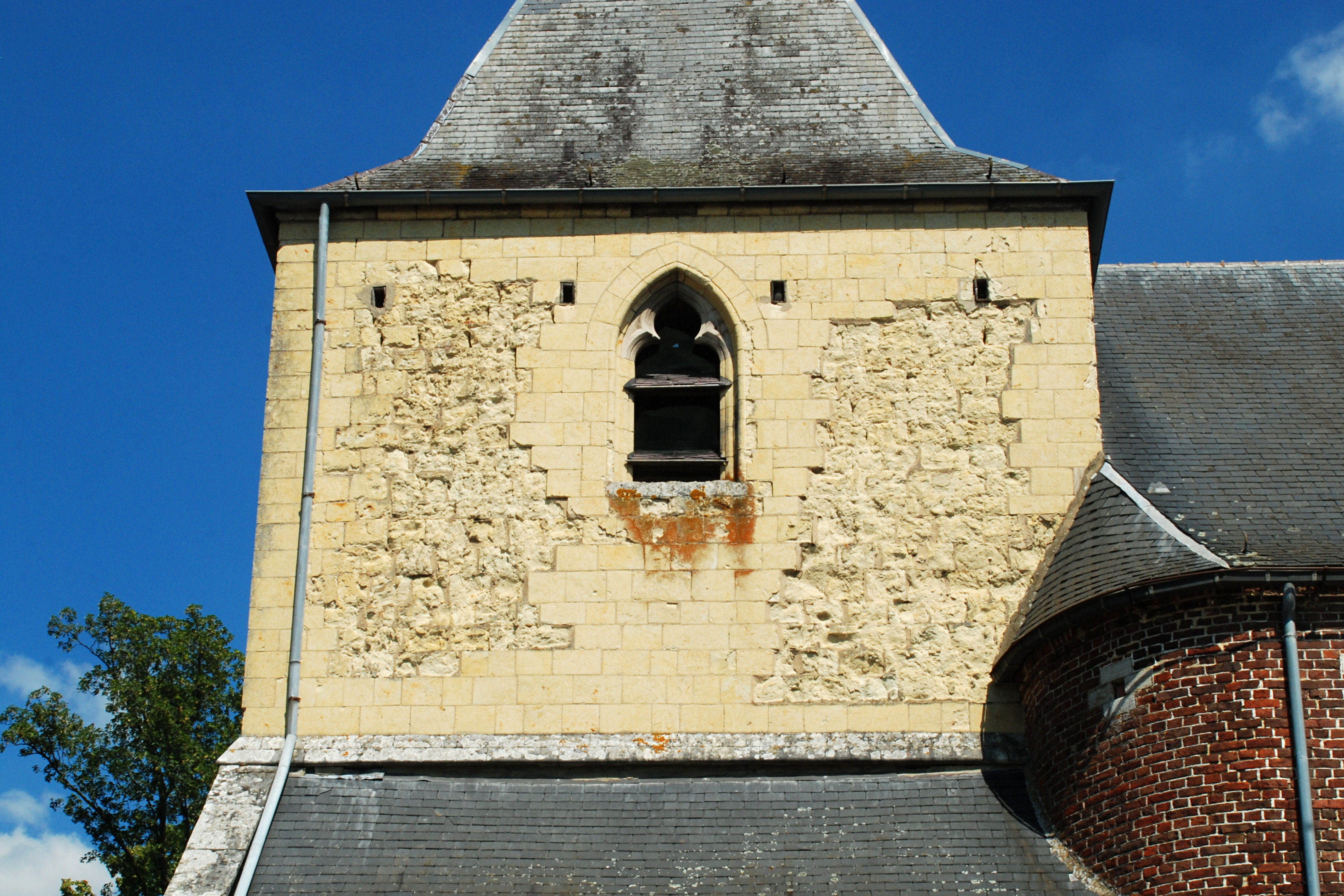
Le niveau supérieur de la tour.

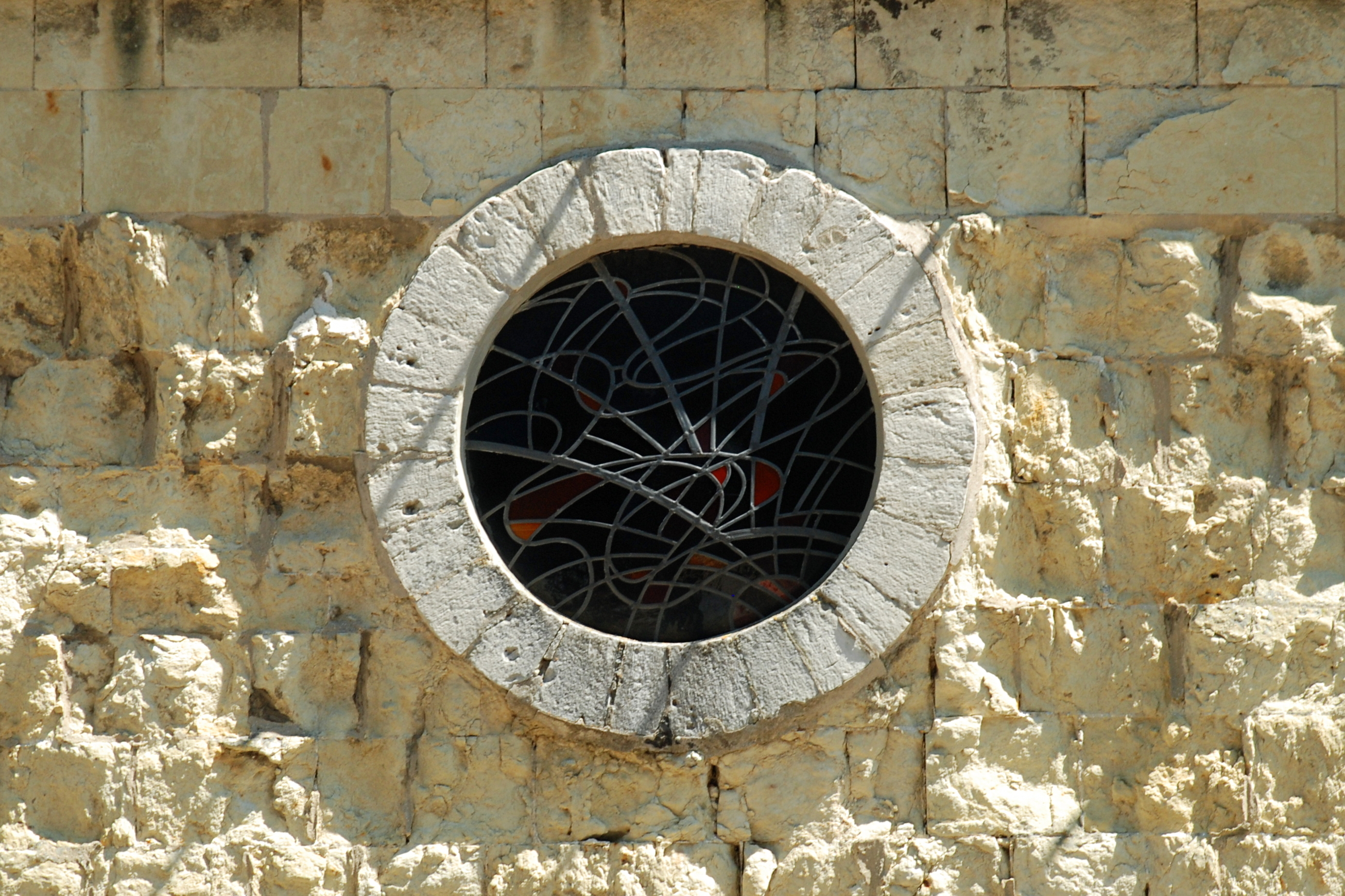
L'oculus central.

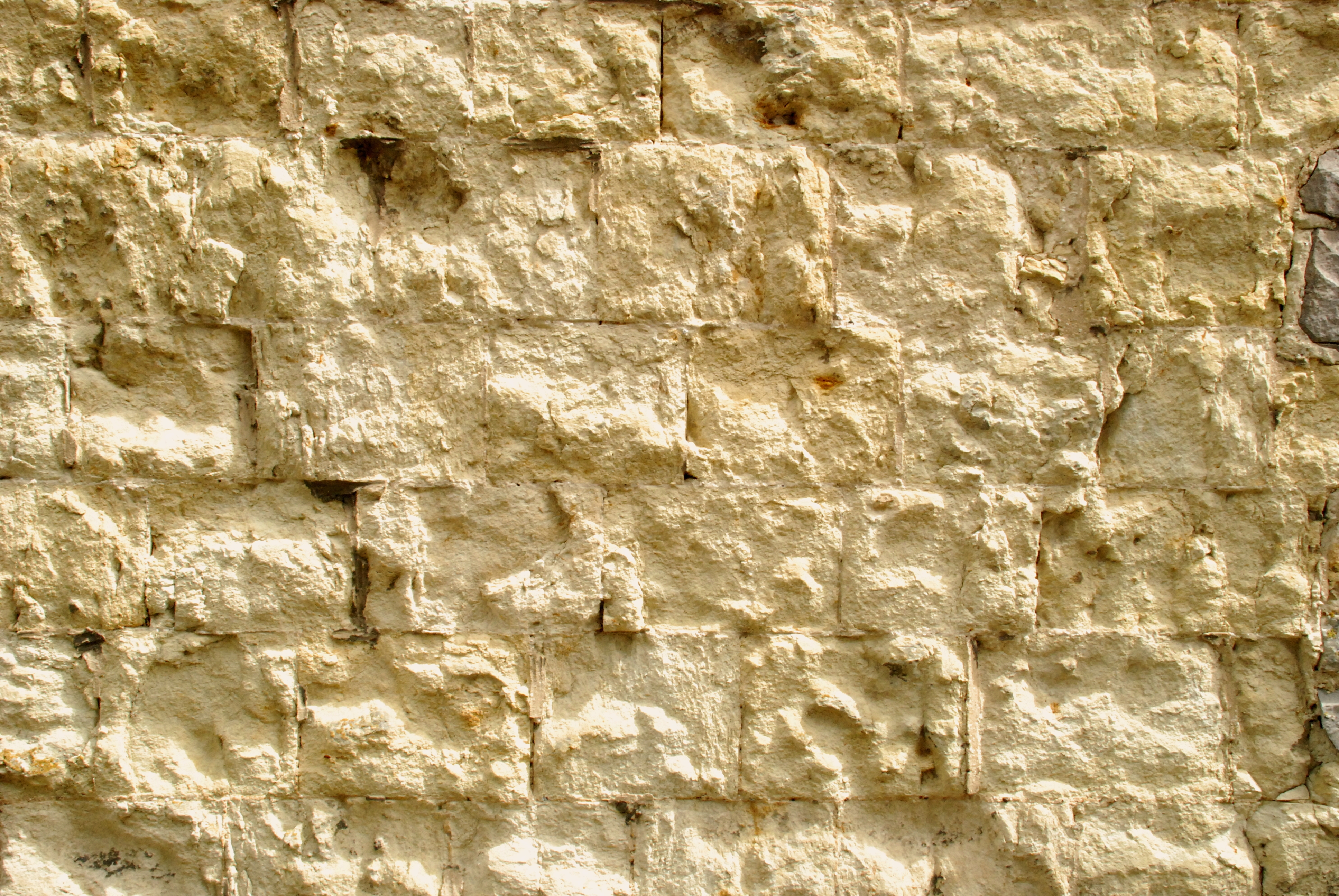
L'état de dégradation du tuffeau.

À l'ouest, l'église possède une tour romane édifiée en tuffeau local.
Cette pierre calcaire, de couleur jaune nuancée de gris, est appelée « tuffeau de Linsmeau » ou « tuffeau de Lincent »,,.
Elle a été extraite du sous-sol des villages de Linsmeau et de Lincent de l'antiquité romaine aux années 1940 et caractérise l'architecture de la région, jusqu'à Maret et Orp-le-Grand. Poreuse, tendre et friable, cette pierre, qui durcit au contact de l'air et se raye à l'ongle, est fragile, sensible à l'érosion et à la pollution, et a été progressivement remplacée par la brique dans l'architecture locale à partir du milieu du XIXe siècle.
À l'église de Linsmeau, comme à l'église de Neerheylissem, la maçonnerie de tuffeau est très abîmée.
La tour romane, enserrée par les bas-côtés prolongés au XVIIIe siècle, présente à l'ouest une façade aveugle de trois niveaux, séparés par de puissants cordons de pierre, qui font office de larmiers. Cette façade est percée d'un grand oculus rond du XVIIIe siècle en pierre de Gobertange au centre et de deux oculi ovales sur les parties latérales, qui correspondent aux bas-côtés.
Le niveau supérieur de la tour est percé sur les faces latérales de baies à abat-sons en arc ogival mouluré, à remplage trilobé.
La tour est couverte d'une flèche pyramidale en ardoises.

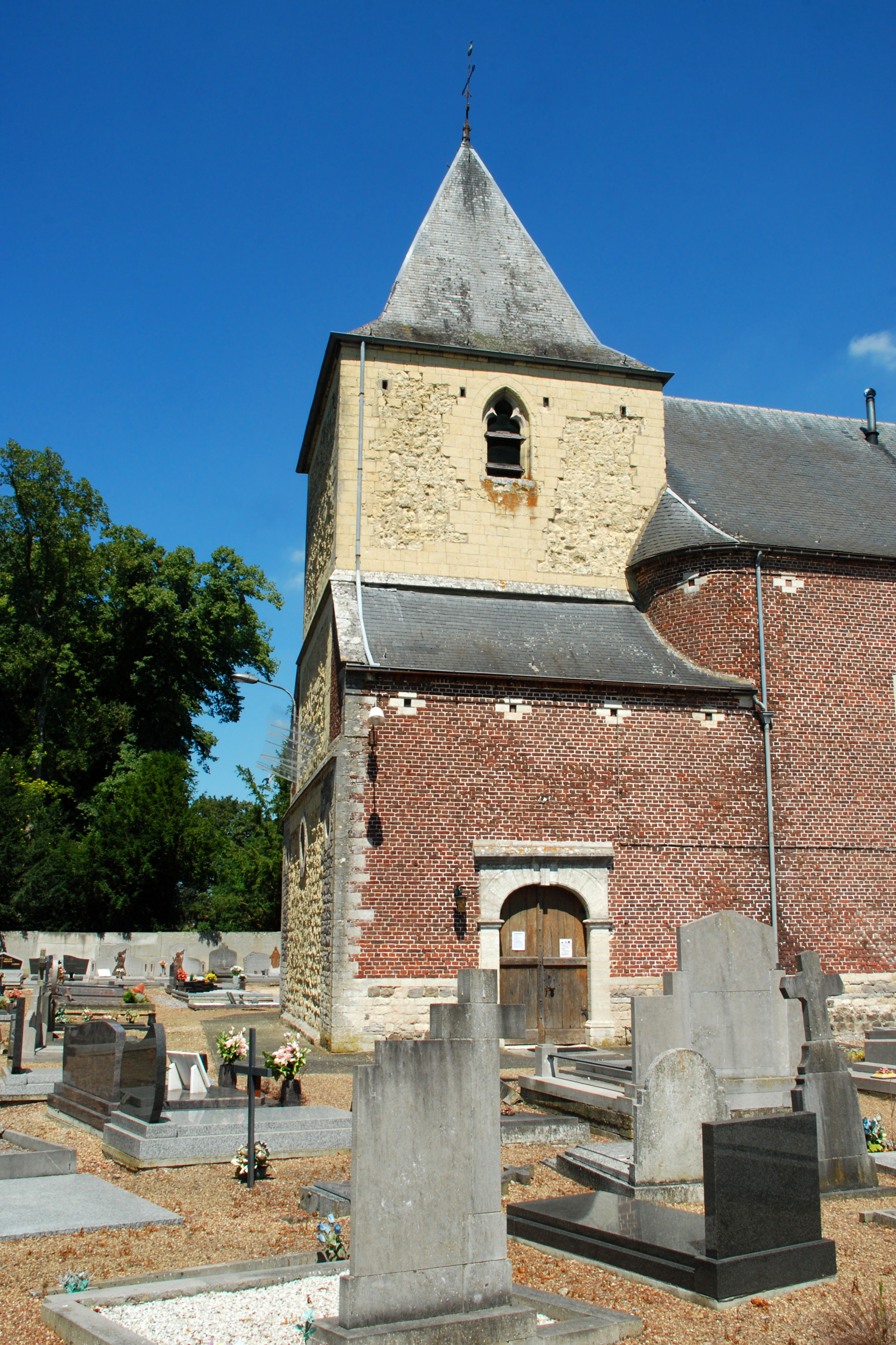
La tour en tuffeau.
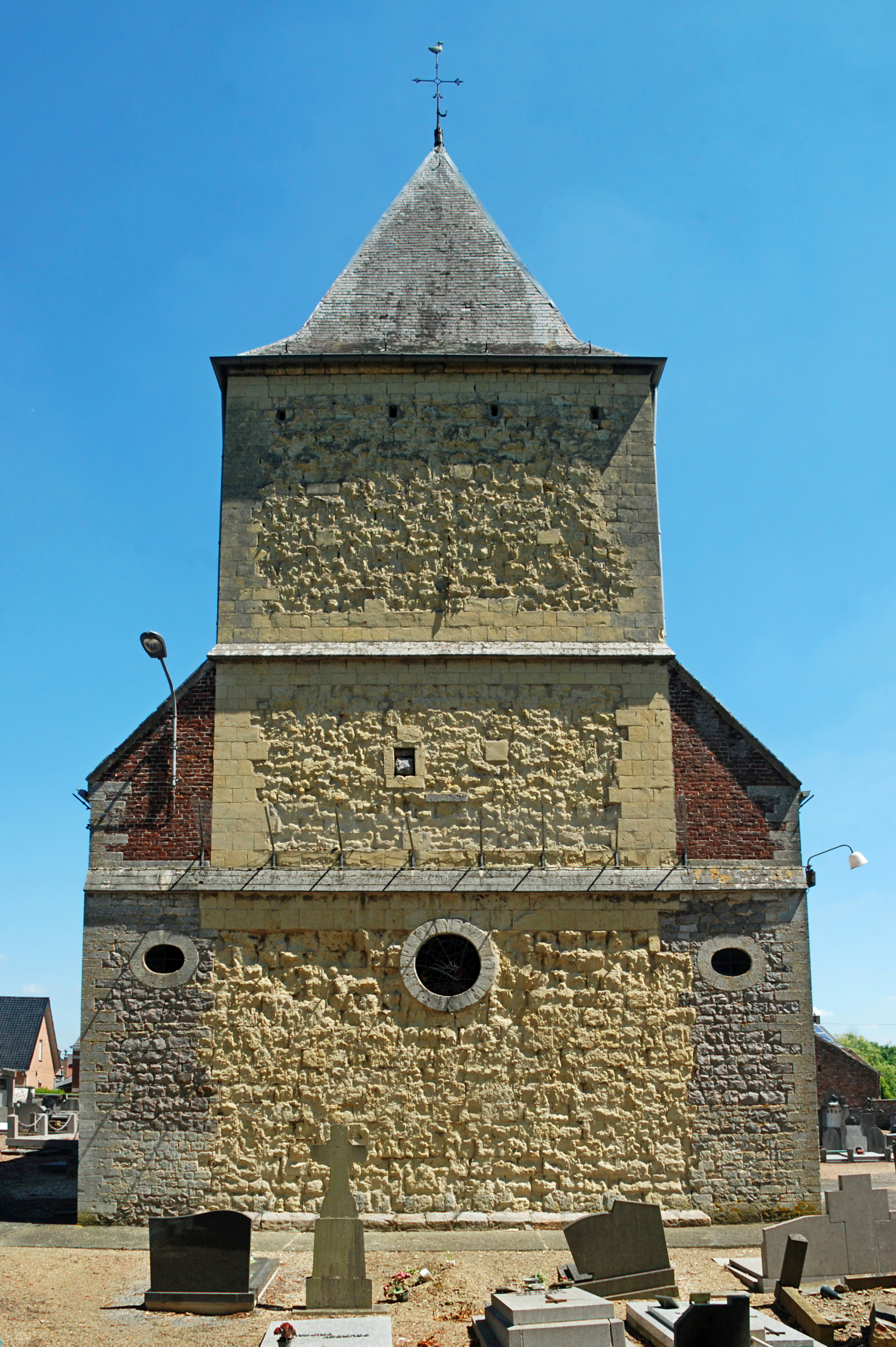
La tour vue de l'est.
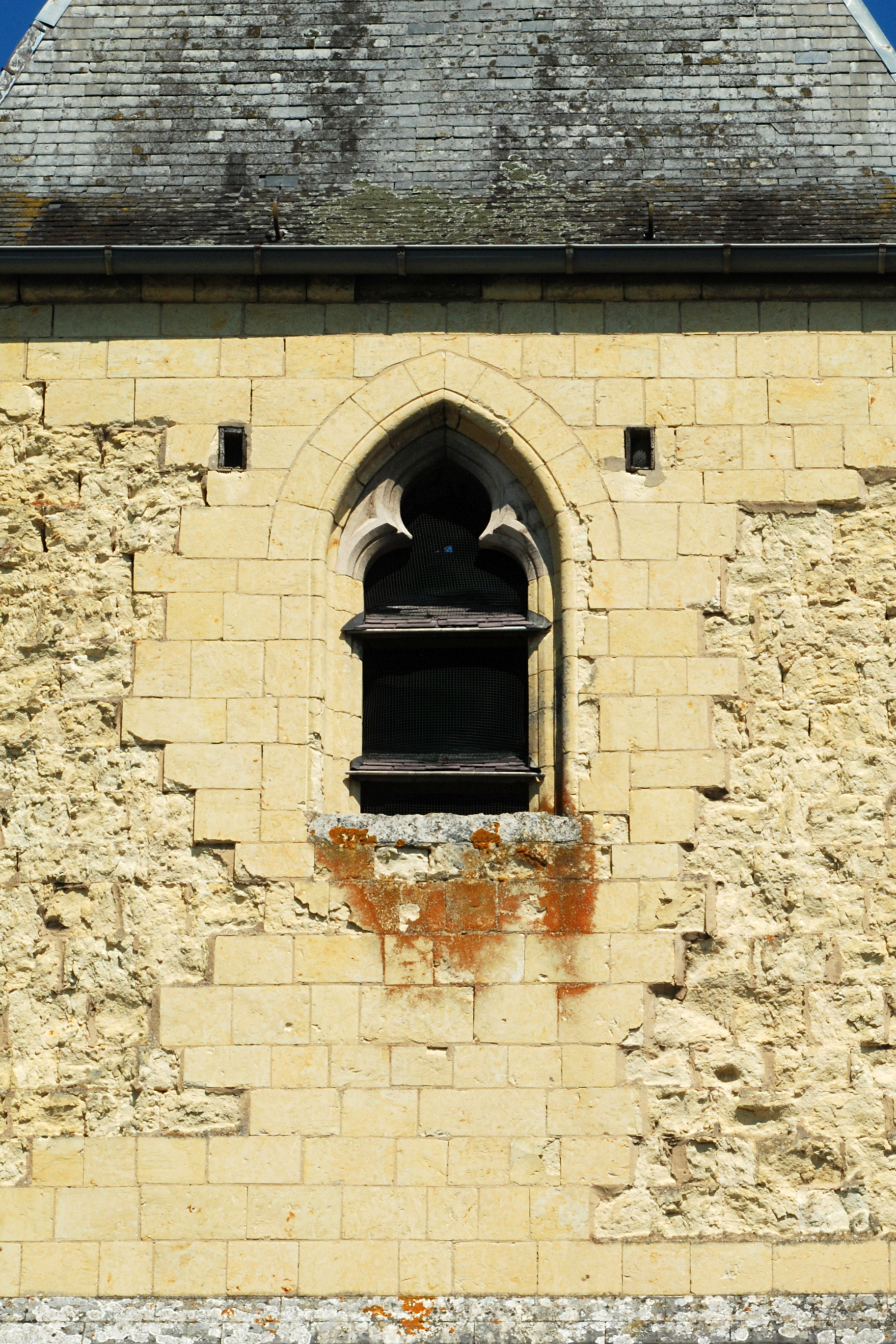
Fenêtre ogivale.

#### La nef et le chevet
Le reste de l'église (construit en 1774-1776 comme il a été dit plus haut) consiste en un vaisseau mononef de trois travées aux angles arrondis, un chœur plus étroit et une abside à trois pans à laquelle est adossée, au sud-est, une petite sacristie de plan carré,. De la même époque datent les bas-côtés à toiture en appentis qui encadrent la tour romane.
L'église est bâtie dans un style classique austère, combinant la brique rouge, les moellons pour le soubassement et la pierre de Gobertange utilisée pour l'encadrement du portail et des fenêtres, les chaînages d'angle et l'ornementation des trous de boulin en croisette.
Le portail, percé au pied de la tour sur la face sud de l'église, est orné d'un arc en anse de panier à clé d'arc saillante, surmonté d'une corniche moulurée.
Les fenêtres à crossettes possèdent un linteau bombé à clé.

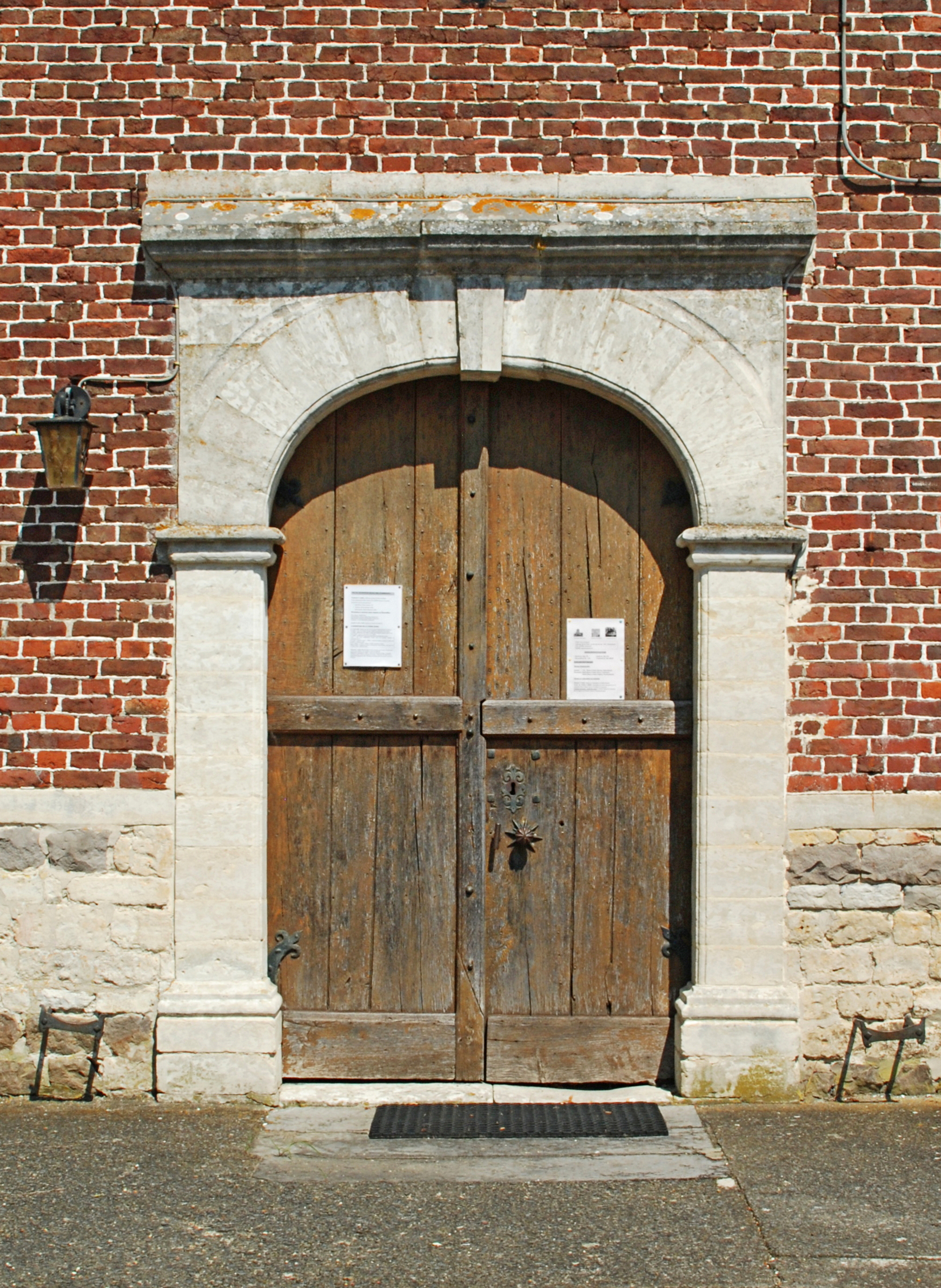
Le portail.
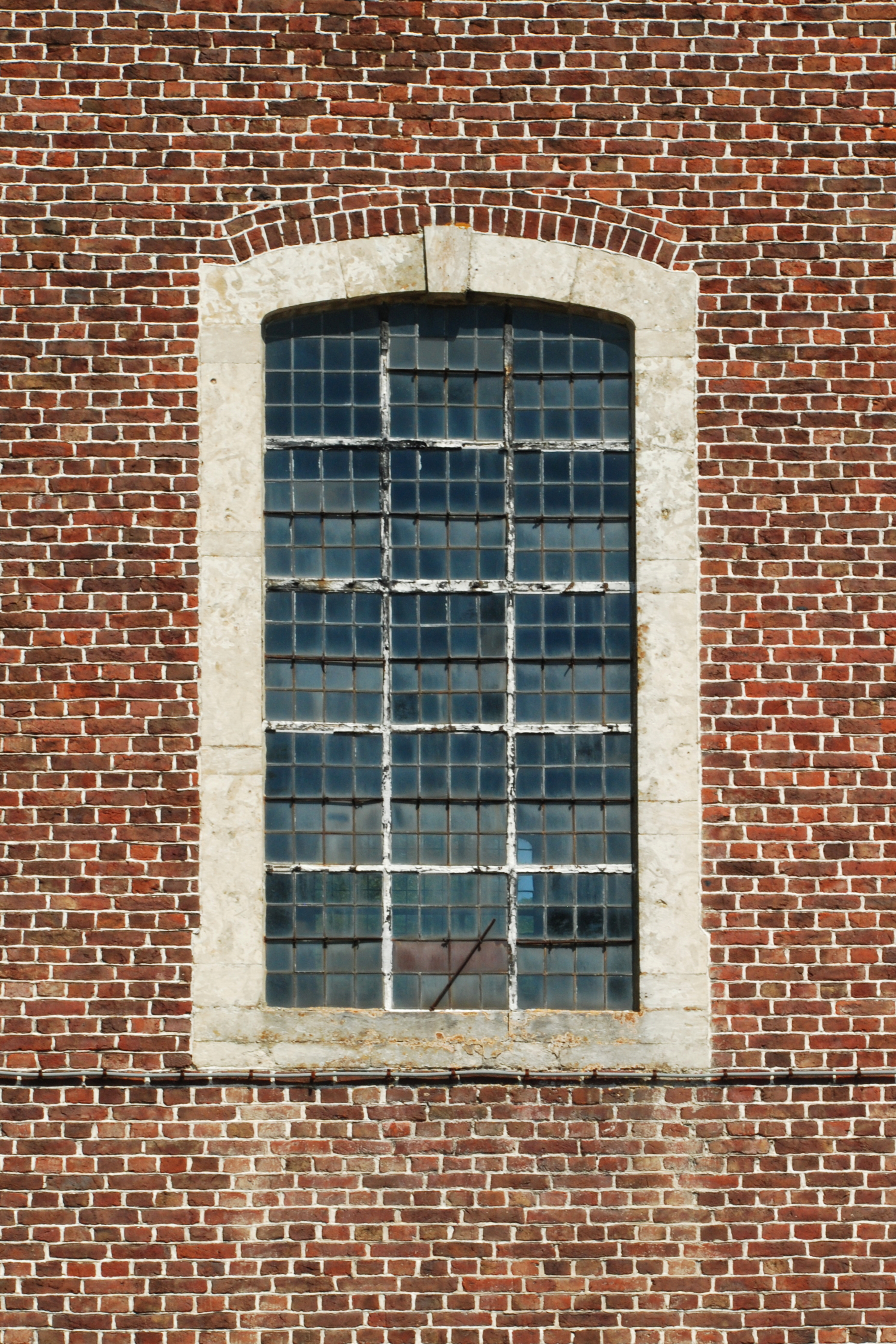
Une fenêtre classique.
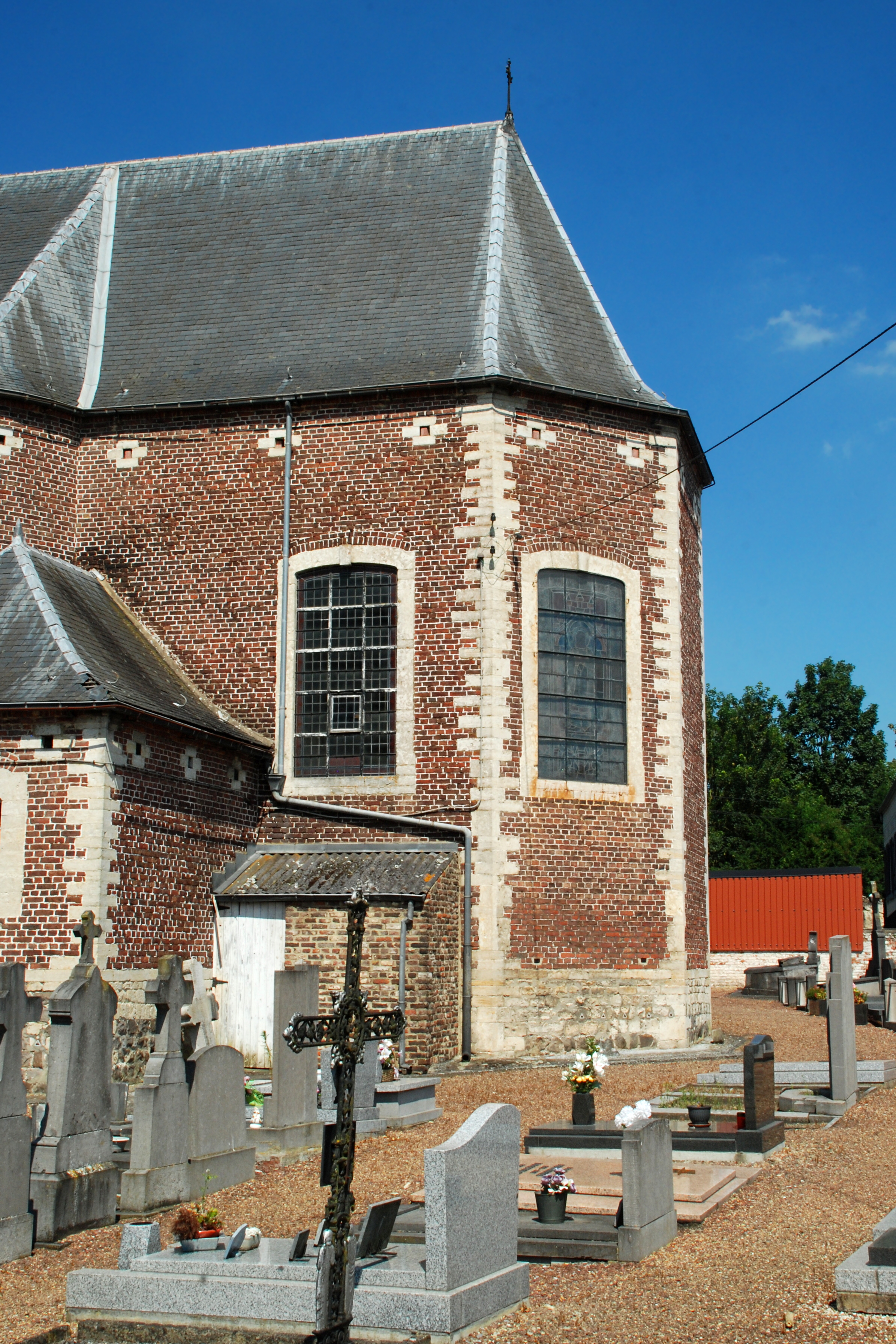
Le chevet.